# Virsko more
Virsko more – zatoka w Chorwacji, stanowiąca część Morza Adriatyckiego.
Łączy Kvarnerić z morskimi kanałami Zadarskim i Srednjim. Jest położona pomiędzy wyspami Maun, Olib, Premuda i Silba (północny zachód), Pag i Vir (wschód) oraz Ist i Molat (południowy zachód). Maksymalna głębokość zatoki to 90 m.